# Polydesma boarmoides
Polydesma boarmoides là một loài bướm đêm trong họ Erebidae.